# سينما فور دي
سينما فور دي (بالإنجليزية: Cinema4D وتختصر إلى C4D)‏ هو برنامج رسوميات ثلاثية الأبعاد ذو خصائص متقدمة من إنتاج شركة ماكسون كومبيوتر الألمانية وبإمكان سينما فور دي النمذجة والتحريك والإضاءة والإكساء والإخراج وللبرنامج استخدامات في تصميم الجرافيك والتصميم الهندسي والمعمارى والديكور وتصميم أفلام الانيميشن.

## مميزات البرنامج
(متضمنة مميزات النسخة الاخيرة R21)
1. سهولة التعامل مع واجهة البرنامج.
2. العديد من الادوات القوية التي تساعد على انجاز التصميم.
3. سهولة النمذجة.

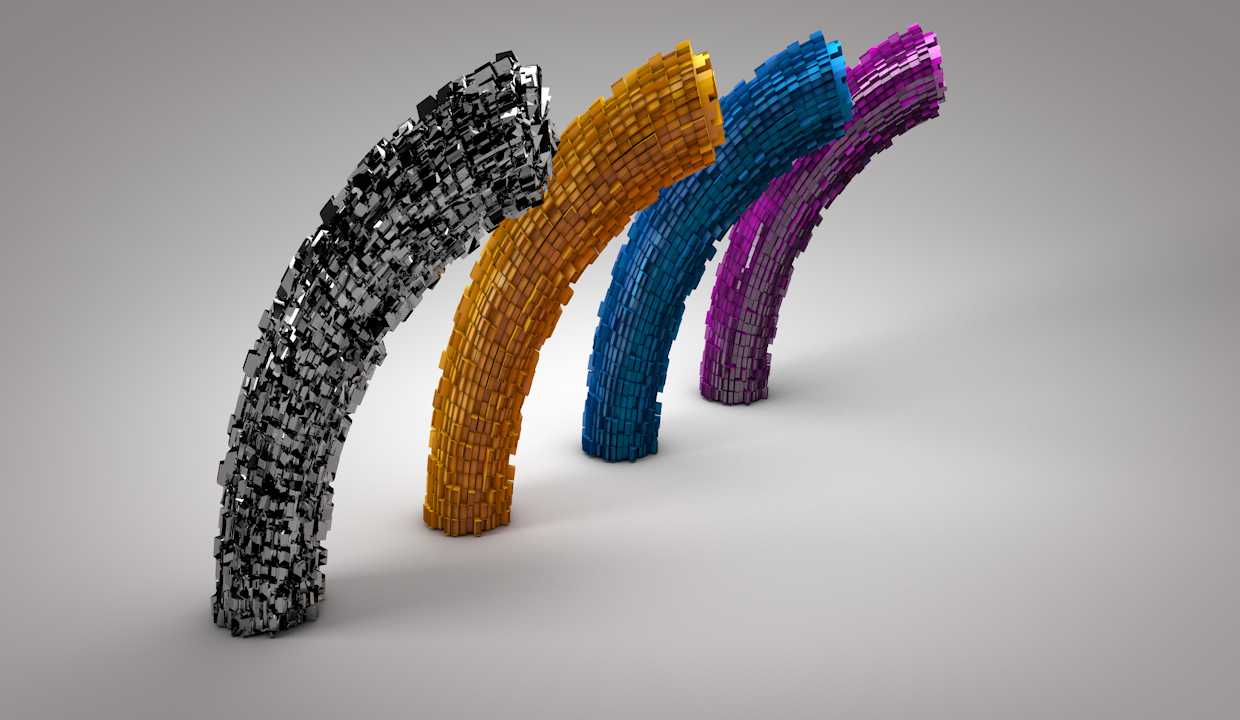
221.997x221.997بك

4. 221.997x221.997بكلا يحتاج إلى إمكانيات قوية لكى يعمل بفاعلية.
5. إمكانية الوصول إلى الواقعية عن طريق المصير المتقدم الخصائص (Advanced Render) وأيضا المصير الفيزيائى (Physical Render) والذي اضيف في النسخة Cinema 4D R13
6. احترافية عالية في تصميم الشعر والملابس والاقمشة.
7. برنامج عملاق في الـMotion Graphics أو رسوميات الجرافيك المتحركة.
8. عدم حدوث تعليقات أو كراشات مفاجئة للبرنامج مقارنة بالبرامج الأخرى
9. خاصية التسجيل الاوتوماتيكي Auto Keying وهى خاصية مهمة جدا في انجاز عملية التحريك.
10. من اسرع البرامج في التصييير على الإطلاق مقارنة بغيرة من برامج الرسوم الثلاثية الابعاد
11. توافر ادوات عديدة لتحريك الشخصيات الكرتونية وعلى رأسها خاصية Auto Rigger أو المهيكل الاوتوماتيكي.
12. وجود العديد من المقابس الإضافية التي تدعم البرنامج وتعوض ما ينقصه من خصائص.
13. وجود برنامج اضافى مرفق داخله اسمه BodyPaint3D ومهمه هذا البرنامج التلوين والرسم على التصميم باحترافيه وجوده كبيره.
14. وجود ادوات نحت جميله جدا اضيفت في النسخة R18.

## من أعماله
- فيلم الانيميشن Cloudy with a chance of meatballs
- فيلم الانيميشن Surf's Up
- شاهد جاليرى أعمال البرامج على موقع الشركة المنتجة: اضغط هنا

يعمل بتقنية الـ HD